# Boks na Letnich Igrzyskach Olimpijskich 1952 – waga musza mężczyzn
Turniej bokserski w wadze muszej (do 51kg) rozgrywany w ramach Igrzysk Olimpijskich w 1952 w Helsinkach. Zawody trwały od 28 lipca do 2 sierpnia 1952 na Messuhalli I. W turnieju wzięło udział 27 zawodników, każdy z innego kraju. W ramach turnieju rozegrano 26 walk z zaplanowanych 27, jedna walka nie odbyła się ze względu na niestawienie się reprezentanta Wietnamu Południowego. Trzy walki zakończyły się przed czasem.
Mistrz olimpijski sprzed czterech lat, Pascual Pérez z Argentyny nie wystąpił na igrzyskach w Helsinkach. W turnieju wzięli udział mistrz Europy z 1951 roku Aristide Pozzali z Włoch oraz wicemistrz Hein van der Zee z Holandii. Brązowi medaliści tamtych mistrzostw wystąpili na Igrzyskach Olimpijskich 1952 w wadze koguciej. W zawodach nie wziął udziału żaden z medalistów Mistrzostw Europy w 1949 roku.
Zwycięzcą został 18-letni reprezentant Stanów Zjednoczonych Nathan Brooks.

## Hala
Zawody odbyły się w Messuhalli I, w której oprócz zawodów bokserskich odbyły się konkurencje gimnastyczne oraz zapaśnicze. Na płycie hali zostały wydzielone dwa ringi bokserskie, na których równolegle rozgrywano pojedynki.
Trybuny miały 4000 miejsc, jednakże podczas walk bokserskich ze względu na niewykorzystanie całej powierzchni boiska do hali mogło wejść 5376 kibiców, natomiast na finał ze względu na demontaż jednego z dwóch ringów 5856. Trybuny zostały podzielone na 4 klasy sektorów, na których były różne ceny biletów. Podczas finałów i półfinałów bilety kosztowały 2 100, 1 050, 600 i 300 natomiast na walki eliminacyjne odpowiednio 1050, 600, 450 i 300 marek fińskich.
Zapleczem treningowym był Käpylä Sports Park, w którym znajdowało się 6 pełnowymiarowych ringów bokserskich.

## Media
Igrzyska w Helsinkach były transmitowane przez prasę i radio. Nie było transmisji telewizyjnych (oprócz kronik). Organizatorzy przygotowali w Messuhalli I 436 miejsc dla dziennikarzy (głównie reporterów prasowych). Dodatkowo było 12 stanowisk dla komentatorów w tym dwa dla komentatorów fińskich (język fiński i szwedzki). Samą liczbę relacjonujących dziennikarzy trudno ocenić, gdyż nie funkcjonował żaden system ewidencji, dodatkowo nie była ewidencjonowana liczba fotografów.

## Tabela końcowa
| Lp. | Państwo           | Zawodnik                 |
| --- | ----------------- | ------------------------ |
| 1.  | Stany Zjednoczone | Nathan Brooks            |
| 2.  | RFN               | Edgar Basel              |
| 3.  | ZSRR              | Anatolij Bułakow         |
| 3.  | ZPA               | Willie Toweel            |
| 5.  | Korea Południowa  | Han Su-an                |
| 5.  | Wielka Brytania   | Dai Dower                |
| 5.  | Norwegia          | Torbjørn Clausen         |
| 5.  | Rumunia           | Mircea Dobrescu          |
| 9.  | Cejlon            | Leslie Handunge          |
| 9.  | Włochy            | Aristide Pozzali         |
| 9.  | Szwecja           | Roland Johansson         |
| 9.  | Austria           | Alfred Zima              |
| 9.  | Indie             | Sakti Mazumdar           |
| 9.  | Filipiny          | Al Asuncion              |
| 15. | Birma             | Basil Thompson           |
| 15. | Japonia           | Yoshitarō Nagata         |
| 15. | Portoryko         | Pablo Lugo               |
| 15. | Finlandia         | Risto Luukkonen          |
| 15. | Dania             | Kjeld Steen              |
| 15. | Węgry             | Kornel Molnár            |
| 15. | Meksyk            | Jesús Tello              |
| 15. | Argentyna         | Alberto Barenghi         |
| 15. | Protektorat Saary | Helmut Hofmann           |
| 15. | Polska            | Henryk Kukier            |
| 15. | Irlandia          | Ando Reddy               |
| 15. | Francja           | Abdel Amid Boutefnouchet |
| 15. | Holandia          | Hein van der Zee         |

## Walki

### 1/16 finału
|  | Mircea Dobrescu | 2:1 | Yoshitarō Nagata |  |
|  |                 | 2:1 |                  |  |

|  | Alfred Zima | 2:1 | Pablo Lugo |  |
|  |             | 2:1 |            |  |

|  | Nathan Brooks | 3:0 | Risto Luukkonen |  |
|  |               | 3:0 |                 |  |

|  | Torbjørn Clausen | 2:1 | Kjeld Steen |  |
|  |                  | 2:1 |             |  |

|  | Willie Toweel | 3:0 | Kornel Molnár |  |
|  |               | 3:0 |               |  |

|  | Leslie Handunge | 2:1 | Jesús Tello |  |
|  |                 | 2:1 |             |  |

|  | Roland Johansson | 2:1 | Alberto Barenghi |  |
|  |                  | 2:1 |                  |  |

|  | Han Su-an | Nokaut | Helmut Hofmann |  |

|  | Edgar Basel | 3:0 | Henryk Kukier |  |
|  |             | 3:0 |               |  |

|  | Aristide Pozzali | 3:0 | Ando Reddy |  |
|  |                  | 3:0 |            |  |

|  | Dai Dower | 3:0 | Abdel Amid Boutefnouchet |  |
|  |           | 3:0 |                          |  |

|  | Al Asuncion | Nokaut | Basil Thompson |  |

|  | Anatolij Bułakow | 3:0 | Hein van der Zee |  |
|  |                  | 3:0 |                  |  |

|  | Sakti Mazumdar | wo | Nguyễn Văn Của |  |

### 1/8 finału
| 30 lipca 1952 | Dai Dower | 3:0 | Leslie Handunge |  |
| 30 lipca 1952 |           | 3:0 |                 |  |

| 30 lipca 1952 | Anatolij Bułakow | 3:0 | Aristide Pozzali |  |
| 30 lipca 1952 |                  | 3:0 |                  |  |

| 30 lipca 1952 | Mircea Dobrescu | 3:0 | Roland Johansson |  |
| 30 lipca 1952 |                 | 3:0 |                  |  |

| 30 lipca 1952 | Nathan Brooks | 3:0 | Alfred Zima |  |
| 30 lipca 1952 |               | 3:0 |             |  |

| 30 lipca 1952 | Han Su-an | 3:0 | Sakti Mazumdar |  |
| 30 lipca 1952 |           | 3:0 |                |  |

| 30 lipca 1952 | Willie Toweel | 2:1 | Al Asuncion |  |
| 30 lipca 1952 |               | 2:1 |             |  |

Basel i Clausen wolny los

### 1/4 finału
| 31 lipca 1952 | Willie Toweel | 3:0 | Han Su-an |  |
| 31 lipca 1952 |               | 3:0 |           |  |

| 31 lipca 1952 | Anatolij Bułakow | 2:1 | Dai Dower |  |
| 31 lipca 1952 |                  | 2:1 |           |  |

| 31 lipca 1952 | Edgar Basel | Nokaut | Torbjørn Clausen |  |

| 31 lipca 1952 | Nathan Brooks | 3:0 | Mircea Dobrescu |  |
| 31 lipca 1952 |               | 3:0 |                 |  |

### 1/2 finału
| 1 sierpnia 1952 | Edgar Basel | 2:1 | Anatolij Bułakow |  |
| 1 sierpnia 1952 |             | 2:1 |                  |  |

| 1 sierpnia 1952 | Nathan Brooks | 3:0 | Willie Toweel |  |
| 1 sierpnia 1952 |               | 3:0 |               |  |

Walki półfinałowe były zupełnie różne Niemiec Edgar Basel stoczył z Rosjaninem Anatolijem Bułakowem bardzo wyrównane starcie. Natomiast reprezentant Stanów Zjednoczonych Nathan Brooks, mimo trudnego starcia z Rumunem Dobrescu, dzień wcześniej pewnie pokonał Willie Toweela ze Związku Południowej Afryki, który dodatkowo podczas walki nabawił się kontuzji ręki.

### Finał
| 2 sierpnia 1952 | Nathan Brooks | 3:0 | Edgar Basel |  |
| 2 sierpnia 1952 |               | 3:0 |             |  |

W finale spotkali się dwaj młodzi zawodnicy 18 letni Nathan Brooks oraz 21 letni Edgar Basel. Ze względu na różne oblicza rozgrywanego dzień wcześniej półfinału reprezentant Stanów Zjednoczonych był mniej zmęczony. W finale Brooks pewnie pokonał Niemca i zdobył swój jedyny złoty medal olimpijski, gdyż w 1953 został zawodowym pięściarzem.